# Кастехон (Куенка)
Кастехон (ісп. Castejón) — муніципалітет в Іспанії, у складі автономної спільноти Кастилія-Ла-Манча, у провінції Куенка. Населення — 200 осіб (2010).
Муніципалітет розташований на відстані близько 100 км на схід від Мадрида, 47 км на північний захід від Куенки.

## Демографія
Динаміка населення (INE ):

## Персоналії
- Хосе Луїс Пералес (* 1945) — іспанський співак та композитор.